# Werner Greeff
Pas d'image ? Cliquez ici

a Compétitions nationales et continentales officielles uniquement.

b Matchs officiels uniquement.
Dernière mise à jour le 25 février 2024.
Werner Greeff, né le 14 juillet 1977 à Bellville, est un joueur de rugby à XV sud-africain. Il évolue principalement aux postes d'arrière ou de centre.
Cet international sud-africain, capable de jouer à tous les postes des lignes arrière, eut une carrière particulièrement perturbée par de nombreuses blessures. C'est d'ailleurs une blessure au cou, qui le pousse en 2007 à arrêter sa carrière, à l'âge de 30 ans.

## Carrière

### En club
Werner Greeff a évolué pendant toute sa carrière sous les couleurs de la Western Province lorsqu'il jouait la Currie Cup et sous les couleurs des Stormers dans le Super 12. Il a fait ses débuts avec la Western Province en 1999 et a remporté deux Currie Cup en 2000 et 2001. En mars 2006, il est opéré du cou et on doit lui souder deux vertèbres. Éloigné six mois des terrains, il est annoncé dans le squad appelé à disputer le Super 14 2007 et participe à l'entraînement de pré-saison. Il est cependant contraint d'arrêter sa carrière. 

### En équipe nationale
Werner Greeff a effectué son premier test match avec les Springboks le 29 juin 2002 à l’occasion d’un match contre l'équipe d'Argentine. La même année, il dispute le Tri nations. Greeff est sélectionné pour disputer la Coupe du monde 2003 et participe à 3 matchs. Il joue son dernier match avec l'équipe d'Afrique du Sud, le 24 octobre 2003, contre la Géorgie.

## Palmarès

### Avec les Springboks
- 11 sélections
- 4 essais, 4 transformations, 1 drop
- 31 points
- Sélections par saison : 9 en 2002, 3 en 2003.
- Participation à la Coupe du monde 2003 (3 matchs).